# Chironius laurenti
Chironius laurenti är en ormart som beskrevs av Dixon, Wiest och Cei 1993. Chironius laurenti ingår i släktet Chironius och familjen snokar. Inga underarter finns listade i Catalogue of Life.
Arten förekommer i östra och norra Bolivia samt i delstaterna Mato Grosso och Acre i Brasilien. Honor lägger ägg.